# Зысманов, Михаил Гаврилович
Михаил Гаврилович Зысманов (11 августа 1937, посёлок Анибалово — 2 сентября 2012, Смоленск) — российский государственный деятель, мэр города Смоленска в 1991—1997 годах.

## Биография
Михаил Зысманов родился 11 августа 1937 года в посёлке Анибалово Оршанского района Витебской области Белорусской ССР. В 1959 году он окончил Московский институт инженерного хозяйства, после чего долгое время работал в хозяйственной сфере Смоленской области. Занимал должности инженера, главного конструктора в проектной организации «Смолпроект», затем стал директором института «Смоленсксельхозпроект».
Указом Президента Российской Федерации Бориса Ельцина от 11 декабря 1991 года Зысманов был назначен главой администрации (мэром) города Смоленска. В этой должности он находился до марта 1997 года. На период руководства городом Зысманова пришёлся социально-экономический кризис, охвативший не только Смоленскую область, но и всю страну в целом. Зысманов всячески пытался увеличить городской бюджет за счёт областного, чтобы обеспечить нормальное функционирование городского хозяйства, в том числе транспорта, жилищно-коммунального хозяйства, телефонизации и так далее. В годы руководства Зысманова в городе проводилась масштабная приватизация, залоговые аукционы. Из-за постоянного несогласия Зысманова с функционированием Смоленской областной администрации у него систематически возникали конфликты с губернаторами области Валерием Фатеевым и Анатолием Глушенковым.
С конца 1998 года Зысманов возглавлял Смоленское областное отделение политической партии «Отечество», занимал этот пост до момента слияния «Отечества» и «Единства» в партию «Единая Россия». Одновременно он возглавил проектно-конструкторское управления Смоленского проектно-строительного объединения крупнопанельного домостроения. Позднее вышел на пенсию.
Умер 2 сентября 2012 года, похоронен на Братском кладбище Смоленска.